# Invisible Paths: First Scattering
Invisible Paths: First Scattering ist ein Jazzalbum von Steve Coleman. Die am 28. März und am 10. April 2007 entstandenen Aufnahmen erschienen am 31. Juli 2007 auf dem Label Tzadik.

## Hintergrund
Invisible Paths: First Scattering ist Steve Colemsns erste Solo-Session, die zwanzig Jahre nach der Gründung des M-Base-Kollektivs stattfand, dem (neben vielen anderen) Greg Osby, Ravi Coltrane, Robin Eubanks und Jean-Paul Bourelly angehört hatten. Mit dem Bassisten Dave Holland nahm er dann – nach dem Trioalbum Triplicate (ECM 1988, mit Jack DeJohnette) 1991 – ein Duoalbum auf: Phase-Space (DIW, 1994). Wie schon das Duoalbum würde diese CD Coleman Frontal und mit einem klaren Manifest präsentieren, schrieb Mark Corroto. Andererseits ist seine Stimme auf allen seinen Aufnahmen fast sofort erkennbar. Für dieses Solowerk überarbeitete er nicht die Standards des bekannten Jazz-Kanons, sondern präsentierte seine eigene Musik, jedoch ohne die bekannten eigenwilligen Takte und Rhythmen.

## Titelliste
- Steve Coleman: Invisible Paths: First Scattering (Tzadik TZ 7621)[2]

1. Ascending Numeration: Reformed 4:05
2. Shift 2:07
3. Possession Of Images 6:35
4. Negative Secondary 4:41
5. The Witness 5:26
6. Invisible Paths 3:11
7. Fundamental Disturbance I 4:02
8. Fecundation: 070118 4:32
9. Embodiment 5:04
10. Facing West 5:05
11. Clouds 7:29
12. Back at the Crib 3:06
13. Cardinal-Fixed-Mutable 2:36
14. Fundamental Disturbance II 4:30
15. Individualization 4:14
16. Fecundation: 070118 (Another View) 4:19

Die Kompositionen stammen von Steve Coleman. Die Songtexte von „Fecundation: 070118“ und „Fecundation: 070118 (Another View)“ stammen von
Patrícia Magalhães.

## Rezeption

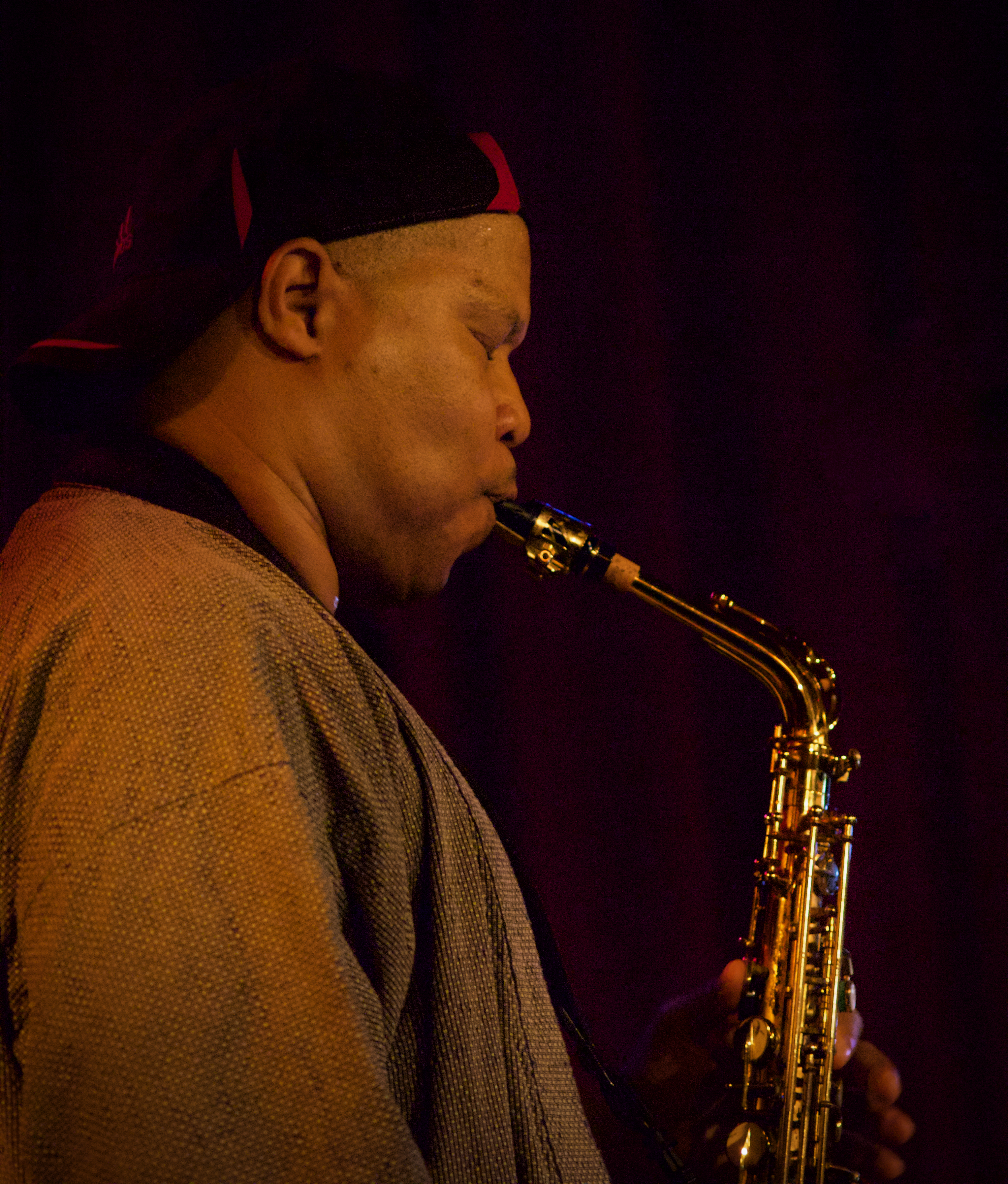
Steve Coleman (2010)

Thom Jurek verlieh dem Album in Allmusic viereinhalb Sterne und schrieb, diese Stücke seien nicht einfach nur Skalenübungen, sondern Teile einer ausgedehnten Meditation über ein pulsierendes, wachsendes Universum, das für die Vorstellungskraft des Zuhörers vielleicht unvorstellbar sein könnte, bevor man diese Ideen in einem konservativeren Sinne als „gesungen“ hört. Coleman erweitert auch die Sprache seines Instruments und biete etwas Neues für Soloaufnahmen. Tatsächlich sei „Invisible Paths: First Scattering“ nicht die Offenbarung dessen, was er als Musiker gelernt hat, sondern vielmehr das, was er für möglich halte. Das sei Steve Coleman, wie man ihn noch nie zuvor gehört habe; mit jeder Note hier kommuniziere er in improvisatorischen Liedern, wie wichtig er für die Weiterentwicklung des Jazz im Besonderen und der Musik des 21. Jahrhunderts im Allgemeinen ist.
Diejenigen, die mit Colemans Werk vertraut sind, werden die Rhythmusgruppe in diesen unbegleiteten Stücken heraushören, schrieb Mark Corroto in All About Jazz. Wie man es von ihm kennt, würde er ein Stück beginnen, das die Musik vorantreibt; es sei hier nur so, dass die Rhythmusgruppe nie eingreife. Taktarten treiben diese Musik voran. Er begleite sogar ein bisschen Klatschen mit wortlosen Rhythmusklängen, um „Fecundation: 070118“ zu eröffnen, und biete seinem Saxophon bei „Facing West“ einen gesprochenen „Bom-Bom“-Refrain an. An anderer Stelle gerate ihm die Improvisation ein wenig zu mäandrierend.
Diese 16 Stücke würden der Musik von Steve Coleman treu bleiben. Sein Stil werde hier erkennbar als das Skelett dargestellt, an das er den Körper seines immer größer werdenden Werks hänge.